# GamesMaster (revista)
GamesMaster era una revista mensual de videojuegos y computadora publicada por Future plc en Reino Unido. A partir de 2012, fue la revista de videojuegos multiformato más vendida en Reino Unido, superando en ventas a su publicación asociada Edge. Junto con la revista asociada GamesTM, dejó de imprimirse en noviembre de 2018.
La revista se lanzó en enero de 1993 para complementar el programa de televisión del mismo nombre. Si bien el programa dejó de emitirse desde entonces, la revista continuó.superando el espectáculo por 20 años.